# Verschiedenfarbiger Storchschnabel
Der Verschiedenfarbige Storchschnabel oder auch Veränderlicher Storchschnabel (Geranium versicolor) ist eine Pflanzenart aus der Gattung Storchschnäbel (Geranium) innerhalb der Familie der Storchschnabelgewächse (Geraniaceae). Er kommt hauptsächlich im nordöstlichen Mittelmeerraum vor. 

## Beschreibung

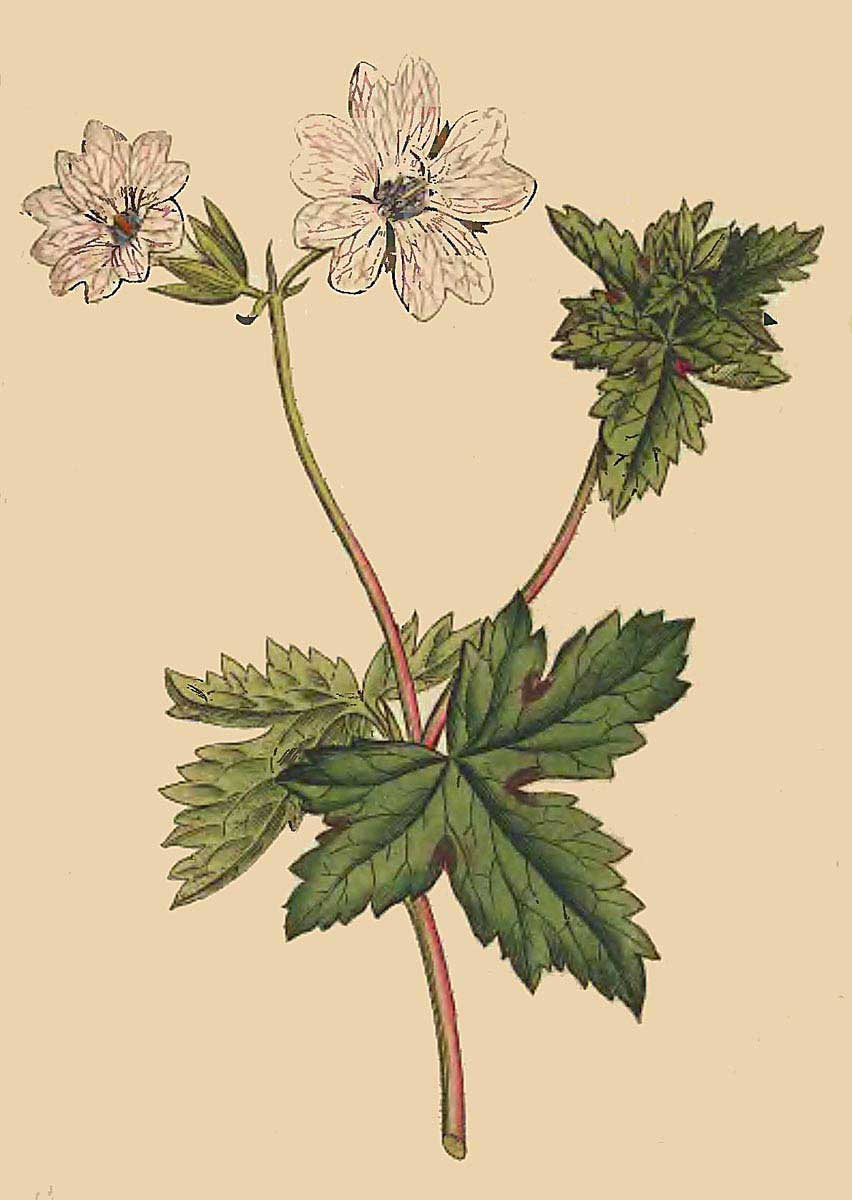
Illustration aus The Botanical Magazine

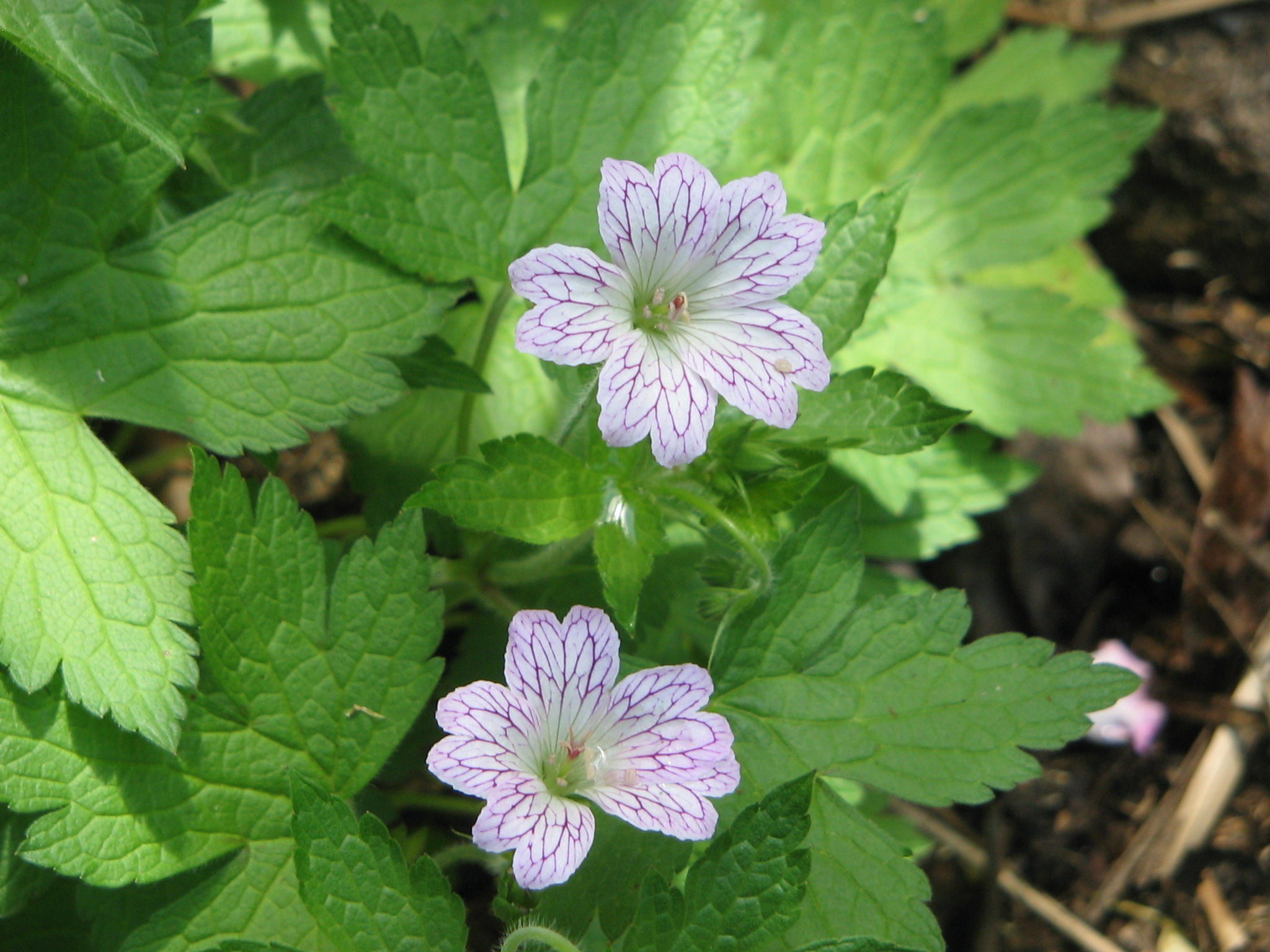
Blüten und Laubblätter

### Vegetative Merkmale
Beim Verschiedenfarbigen Storchschnabel handelt sich um eine ausdauernde, krautige Pflanze, die Wuchshöhen von 15 bis 50 Zentimetern erreicht. Der Stängel ist an den Knoten verdickt.
Die aufrecht stehenden Laubblätter sind in Blattstiel und Blattspreite gegliedert. Die relativ zarten Laubblätter haben eine abstehende, oft üppige Behaarung. Die Grundblätter bestehen aus einem 6 bis 12 Zentimeter langen Blattstiel und einer Blattspreite, die 7 bis 9 Zentimeter lang sowie 5 bis 7 Zentimeter breit, tief fünfteilig und tief gezähnt ist. Die Stängelblätter haben nur einen kurzen Blattstiel und die Blattspreite ist dreiteilig.

### Generative Merkmale
Die Blütezeit reicht von Juni bis August. Die zwittrigen Blüten sind radiärsymmetrisch und fünfzählig mit doppelter Blütenhülle. Die fünf Kelchblätter sind 3 Millimeter lang und 9 Millimeter breit mit einer 1 bis 2 Millimeter langen Spitze. Die fünf Kronblätter sind weiß oder rosafarben und violett netzartig geädert.
Die Früchte sind behaarte Achänen.

## Vorkommen
Heimisch ist Geranium versicolor im nordöstlichen Mittelmeerraum sowie Mittel- und Süditalien und Sizilien.
Sie gedeiht in der montanen Höhenstufen in Höhenlagen von 500 bis 1400 Metern. Sie besiedelt Kastanien- und Buchenwälder.

## Taxonomie
Die Erstveröffentlichung von Geranium versicolor erfolgte 1755 durch Carl von Linné in Centuria I. Plantarum ..., Seite 21.

## Nutzung
Wie viele Geranienarten wird auch der Verschiedenfarbige Storchschnabel als Zierpflanze genutzt. Es gibt beispielsweise die Sorten: ‘Album’, eine Sorte mit weißen Blüten und nur leichter Äderung sowie die reinweiße Sorte ‘Snow White’.

## Nachweise
1. 1 2 3 4 5 6  
Sandro Pignatti (Hrsg.): Flora d'Italia. Band 2. Edagricole, Bologna 2003, ISBN 88-506-2449-2, S. 7 (Dritter unveränderter Nachdruck der 1. Auflage von 1982). eingeschränkte Vorschau in der Google-Buchsuche
2. ↑  
Geranium versicolor bei Tropicos.org. Missouri Botanical Garden, St. Louis, abgerufen am 7. Januar 2021.
3. ↑  
Hans Simon (Hrsg.): Die Freiland-Schmuckstauden. Handbuch und Lexikon der Gartenstauden. Begründet von Leo Jelitto, Wilhelm Schacht. 5. völlig neu bearbeitete Auflage. Band 1: A bis H. Eugen Ulmer, Stuttgart (Hohenheim) 2002, ISBN 3-8001-3265-6, S. 401–402.